# アルベール・ヴォルフ
アルベール・ヴォルフ（Albert Wolff, 1884年1月19日 - 1970年2月20日）は、フランスの指揮者、作曲家。

## 略歴
1884年、パリに生まれる。両親はオランダ人。パリ音楽院に学び、1909年にストラスブールで指揮者としてデビュー。オペラ＝コミック座の合唱監督、メトロポリタン歌劇場管弦楽団の指揮者を経て、1921年にオペラ＝コミック座の首席指揮者となる。1928年から1934年までコンセール・ラムルーの首席指揮者、1934年から1940年までコンセール・パドルーの首席指揮者、音楽監督を歴任。戦後もオペラ＝コミック座やパリ・オペラ座を舞台に活躍した。定期的にデンマーク放送交響楽団にも客演を重ねていた。1935年にルーセルの交響曲第4番を初演し、同じ作曲家の交響曲第3番 やラロのノルウェー狂詩曲を初録音したことでも知られる。また作曲家としてもオペラを中心にいくつかの作品を残している。
1970年、パリにて没。